# Rumunia na Letniej Uniwersjadzie 2009
Rumunię na Letniej Uniwersjadzie w Belgradzie reprezentowało 65 zawodników. Rumuni zdobyli 4 medale (1 złoty, 2 srebrne i 1 brązowy).
Sporty drużynowe w których Rumunia brała udział:
| Dyscyplina  | Mężczyźni | Kobiety |
| Koszykówka  | ✔         |         |
| Piłka nożna |           |         |
| Piłka wodna |           |         |
| Siatkówka   |           |         |

## Medale

### Złoto
- Flavius Koczi - gimnastyka sportowa, skok przez konia

### Srebro
- Ancuta Bobocel - lekkoatletyka, bieg na 3 000 m z przeszkodami
- Simona Deac - szermierka, szpada indywidualnie

### Brąz
- Flavius Koczi - gimnastyka sportowa, poręcze równoległe